# Gibibit
Gibibit jest wielokrotnością bita, jednostki informacji. Przedrostek dwójkowy gibi- (symbol Gi) bazując na przyjętych w informatyce standardach oznacza 230. Gibibit to dokładnie 1 073 741 824 bitów. 
Gibibit jest dwójkowym odpowiednikiem gigabita, jednostki używającej przedrostka metrycznego giga-, oznaczającej 109 bitów (1 000 000 000 - miliard).